# Johnny English – Der Spion, der es versiebte
Johnny English – Der Spion, der es versiebte ist eine britisch-amerikanische Filmkomödie von Peter Howitt mit Rowan Atkinson als Hauptdarsteller aus dem Jahr 2003. Der Film parodiert die James-Bond-Filme.

## Handlung
Johnny English, ein unbedeutender Innendienstler im britischen Geheimdienst MI7 und nur in Tagträumen selbst Staragent, verursacht den Tod von Agent One in Biarritz, da er ihm unwissend falsche Codes für einen U-Boot-Lukendeckel aushändigt. Auf der Beerdigung, bei der English und sein Assistent Bough für die Sicherheit sorgen sollen, kommen alle verbleibenden Agenten bei einem Sprengstoffattentat ums Leben.
Danach steht dem Geheimdienst als einziger verbliebener Agent der ungeschickte English zur Verfügung. Da Agent One ein Komplott zum Diebstahl der Kronjuwelen vermutete, teilt der Geheimdienstchef Pegasus English zum Schutz der nach einer Restaurierung in den Tower of London zurückgebrachten Kronjuwelen ein. Die Restaurierung wurde größtenteils vom französischen Unternehmer Pascal Sauvage finanziert, der mit der britischen Königsfamilie verwandt ist und dessen Konzern über 400 Gefängnisse in 60 Staaten betreibt. Auf der Veranstaltung macht English Bekanntschaft mit der mysteriösen Lorna Campbell, scheitert jedoch mit seinem Auftrag, da die Kronjuwelen während eines Stromausfalls entwendet werden. Bei Ermittlungen am Tatort stellen English und Bough die Diebe am Ende eines Fluchttunnels, doch diese können mit den Kronjuwelen in einem Leichenwagen fliehen. Bei einer letztlich erfolglosen Verfolgungsjagd durch London treffen die Agenten erneut auf Lorna Campbell.
Die Diebe überbringen die Kronjuwelen an Pascal Sauvage, der sich zum König von Großbritannien krönen lassen will. Hierfür möchte er sich eines Doppelgängers des Erzbischofs von Canterbury bedienen. Sauvage, der Englishs Wohnung verwanzen ließ, hält ihn für unfähig und intellektuell minderbegabt. Er beauftragt seine Handlager, English bei nächster Gelegenheit zu eliminieren.
Der MI7 identifiziert die Diebe als Dieter Klein und Klaus Vendetta, ehemalige Insassen eines von Sauvages Konzern betriebenen Gefängnisses und dessen jetzige Mitarbeiter. English äußert die Vermutung, Sauvage sei in den Diebstahl verwickelt, doch da Sauvage ein Freund von Pegasus ist, genießt er dessen vollstes Vertrauen und English wird aufgefordert, Sauvage aus den Ermittlungen auszuschließen. Pegasus plant, am Abend auf einem von Sauvage veranstalteten Empfang zu Ehren des französischen Botschafters teilzunehmen.
Trotz des Verbots beschließt English, in Sauvages Hauptquartier einzubrechen, um Beweismittel für seinen Verdacht zu beschaffen. In der MI7-Tiefgarage werden English und Bough von Vendetta angegriffen, können sich aber behaupten. Als English erneut auf Lorna Campbell trifft, konfrontiert er sie mit ihrer auffallenden Präsenz, doch sie kann sich dank Englishs Ungeschicktheit erneut absetzen. Beim nächtlichen Fallschirmsprung auf Sauvages Geschäftshaus landet English versehentlich auf dem Dach des benachbarten städtischen Krankenhauses. Nachdem Bough ihn in das richtige Gebäude eingeschleust hat, kann der Einbruch in Sauvages Büro beginnen. Sie werden Zeugen, wie ein Mann eine Maske mit dem Gesicht des Erzbischofs von Canterbury angelegt bekommt, und finden ein Video, in dem Sauvage ankündigt, zum König gekrönt werden zu wollen. English vertauscht versehentlich seine Kampfsiegelringe, so dass ein Wachmann ein Wahrheitsserum und Sauvages Handlanger Klein sowie English selbst ein Muskelrelaxans verabreicht bekommen und sich infolgedessen kaum noch bewegen können. Sie werden jedoch durch Lorna Campbell gerettet, die sich als Europol-Agentin aus Paris zu erkennen gibt, die gegen Sauvage ermittelt. English möchte Pegasus sofort von seinen Erkenntnissen berichten und das Trio sucht den Empfang auf, doch die Muskelrelaxanzien wirken nach. Bevor English Pegasus Bericht erstatten kann, wird Sauvage über den Einbruch informiert und setzt Pegasus davon in Kenntnis, worauf dieser English in einen dreimonatigen Zwangsurlaub versetzt, nach dessen Ende er auf seinen alten Posten zurückkehren soll.
Sauvage beschließt dennoch, vom Plan mit dem falschen Erzbischof abzusehen, und schickt seine Handlanger zum Sandringham House, um die Queen mit dem Tod ihrer geliebten Corgis zu erpressen, eine Abdankungsurkunde zu unterschreiben, in der sie und ihre ganze Familie auf den Thronanspruch verzichten. Als Nachkomme Charles Edward Stuarts wird Sauvage offiziell Thronfolger. Er lässt die gestohlenen Kronjuwelen an einer Polizeistation abstellen, um schnellstmöglich gekrönt zu werden.
Lorna Campbell wurde beauftragt, den Fall weiter zu verfolgen, möchte aber auf Englishs Hilfe nicht verzichten. Die zwei Agenten können Sauvages Spur bis nach Nordfrankreich weiterverfolgen. Sauvage will nach seiner Krönung das seinem Dafürhalten nach ohnehin unzivilisierte Großbritannien zu einem Gefängnisstaat transformieren. English kann eine DVD in seinen Besitz nehmen, doch die beiden Agenten werden überwältigt und gefangen genommen, können aber durch Boughs Hilfe entkommen.
Die Krönungsfeierlichkeiten laufen planmäßig ab, bis English als Bischof verkleidet die Zeremonie stört, während Lorna unbemerkt mit Klein kämpft, der English erschießen soll. Englishs Vorwurf, der Erzbischof von Canterbury sei nur ein Hochstapler, stellt sich als haltlos heraus, da Sauvage seinen ursprünglichen Plan verworfen hat. Auf der von Bough auf Anweisung Englishs abgespielten DVD finden sich nur Aufnahmen von English in seinem Badezimmer, die Sauvage mittels versteckter Kamera aufgenommen hatte. Doch kann er immerhin Sauvages sadistische Persönlichkeit nachweisen, als dieser eine Pistole auf English richtet. Bevor Lorna Sauvage erschießen kann, stößt English ihn vom Thron und wird anstelle von Sauvage gekrönt. Er befiehlt in seiner ersten und einzigen Amtshandlung dessen Verhaftung und dankt in unmittelbarem Anschluss freiwillig zugunsten der Rückkehr der ursprünglichen Königin auf den Thron ab. Er wird wieder in den aktiven Dienst aufgenommen und auf seinen Wunsch hin von der Queen zum Ritter geschlagen. Sauvage hingegen wird wegen Hochverrats angeklagt. Am Schluss trifft English sich in Südfrankreich mit Lorna, doch bevor sie sich küssen können, aktiviert er versehentlich ihren Schleudersitz.

## Hintergrund
| Figur                     | Darsteller         | Deutscher Sprecher   |
| ------------------------- | ------------------ | -------------------- |
| Johnny English            | Rowan Atkinson     | Lutz Mackensy        |
| Pascal Sauvage            | John Malkovich     | Joachim Tennstedt    |
| Lorna Campbell            | Natalie Imbruglia  | Tanja Geke           |
| Bough                     | Ben Miller         | Stefan Krause        |
| Pegasus                   | Tim Pigott-Smith   | Christian Rode       |
| Dieter Klein              | Steve Nicolson     | Stefan Fredrich      |
| Premierminister           | Kevin McNally      | Roland Hemmo         |
| Agent One                 | Greg Wise          | Andreas Müller       |
| Erzbischof von Canterbury | Oliver Ford Davies | Wolfgang Völz        |
| Schottischer Bischof      | James Greene       | Reinhard Scheunemann |
| Carlos Vendetta           | Douglas McFerran   | Detlef Bierstedt     |
| Chevenix                  | Rowland Davies     | Jürgen Kluckert      |
| Elizabeth II.             | Irene Hamilton     | Bettina Schön        |
| Pegasus’ Sekretärin       | Nina Young         | Bianca Krahl         |

Viele Elemente des Films stammen aus der James-Bond-Reihe: Der vom deutschen Verleiher erdachte Untertitel des Films ist eine Anspielung auf den Film Der Spion, der mich liebte. Der Geheimagent fährt, wie Bond, einen über viele Zusatzfunktionen verfügenden Aston Martin – konkret einen dunkelblauen DB7 Vantage –, er wird in Verfolgungsjagden und Schießereien verwickelt und stürmt feindliche Quartiere, sogar als Fallschirmspringer. Eine attraktive Frau ist ebenfalls an seiner Seite. Das an Bond-Filmsoundtracks erinnernde Titellied A Man for all Seasons wurde von Robbie Williams gesungen.
Gegen Ende versucht English, einen vermeintlichen Doppelgänger des Erzbischofs von Canterbury durch das Zeigen von dessen Tätowierung am Gesäß zu enttarnen, indem er ihm vor laufenden Kameras die Unterhose herunterzieht. Diese Szene findet sich sehr ähnlich in der Komödie Die nackte Kanone 2½. Während der Krönung Sauvages wird ein Video von English eingespielt, das ihn vor dem Spiegel beim Singen mit seiner Zahnbürste zeigt, während das Lied Does Your Mother Know von ABBA läuft.
Als Ersatzdrehort für die Westminster Abbey im Film diente die Kathedrale von St Albans, da in der Westminster Abbey Filmaufnahmen nicht gestattet sind.
Pascal Sauvage begründet seinen Anspruch auf den Thron offenbar über eine Verwandtschaft mit Charles Edward Stuart, da in seinem Büro ein Porträt desselben hängt, und auch der Stammbaum, den er an anderer Stelle vorzeigt, Namen der entsprechenden Adelsfamilie trägt. Stuart war ein Nachfahre von Maria Stuart, der katholischen Rivalin von Elisabeth I., und im Namen seiner Familie fanden im 18. Jahrhundert die sogenannten Jakobiten-Aufstände in England und Schottland statt, die erfolglos verliefen, allerdings in Charles’ Fall dazu führten, dass unter anderem die traditionelle schottische Lebensweise samt Clanwesen und Tartans verboten und von englischer Seite aktiv durch staatliche Repressivmaßnahmen beseitigt wurde.
Anders als im Film behauptet, gab es zum Zeitpunkt der Ausstrahlung im Vereinigten Königreich keine Todesstrafe für Hochverrat mehr (Abschaffung 1998).
Die deutsche Synchronisation erfolgte durch die Berliner Synchron GmbH, wobei Sven Hasper die Dialogregie führte und gemeinsam mit Fritz-Joachim Böhm das Dialogbuch schrieb.
Die Produktionskosten betrugen 40 Millionen US-Dollar. Weltweit spielte der Film über 160 Millionen US-Dollar ein. Die Fortsetzung Johnny English – Jetzt erst recht! kam in Österreich und Deutschland am 6. Oktober 2011 in die Kinos. Ein dritter Teil erschien als Johnny English – Man lebt nur dreimal im Oktober 2018.

## Rezeption

### Kritiken
Das Lexikon des internationalen Films urteilte: „Turbulenter Spagat zwischen actionbetontem Spionage-Thriller und schwarzer Agentenfilm-Persiflage, unterhaltsam vor allem durch seinen Hauptdarsteller. Das schwache Drehbuch produziert freilich zu viel Leerlauf, was mit einigen fäkalreichen Holzhammer-Gags kaschiert werden soll.“
epd Film meinte etwas verhalten: „Wenn Johnny English den Tiefpunkt der [Working-Title-Filme] bildet, dann deshalb, weil es ihm an jeglichen originellen Ideen mangelt, und der Film stattdessen all jenes vermeintliche Britische dem Spott preisgibt, das unzählige Male dafür herhalten musste.“
in der Rhein-Zeitung stand: „Was als Kurzfilm funktionieren mag, hat als abendfüllende Unterhaltung allerdings so seine Längen. Viele Späße bleiben lau, manche sind schlicht unappetitlich.“
moviemaze.de meinte: „Auch wenn sich der Film teilweise bei genreverwandten Vorbildern wie zum Beispiel ‚The Naked Gun‘ bedient, so muss man ihm zugestehen, dass er es versteht, sein Publikum zu unterhalten. Alles in allem bietet Johnny English knappe 90 Minuten locker leichte Unterhaltung, für die sich mit Sicherheit auch ‚Mr. Bean‘-Unlustig-Finder erwärmen können.“
Cinema fand lobende Worte und schrieb: „[Rowan Atkinson] ließ sich von den 007-Spezialisten Neal Purvis und Robert Wade (‚Die Welt ist nicht genug‘) einen launigen Mix aus ‚Mr. Bean‘-, ‚Die nackte Kanone‘- und ‚Austin Powers‘-Slapstick auf den Leib schreiben, gewürzt mit einer Prise ‚Black Adder‘-Boshaftigkeit. […] Originell ist das zwar nicht immer. Doch dank Atkinson und seiner famosen Gummivisage nichtsdestotrotz bis an die Schmerzgrenze komisch.“
Auch Filmstarts wertete positiv: „Mit der kurzweiligen, aber harmlosen Agenten-Parodie ‚Johnny English‘ befreit sich Rowan Atkinson wenigstens ein bisschen vom ewigen Image des Mr. Bean und unterhält sein Publikum über anderthalb Stunden recht ordentlich.“

### Auszeichnungen
Die Deutsche Film- und Medienbewertung (FBW) in Wiesbaden verlieh dem Film das Prädikat „besonders wertvoll“. Des Weiteren wurde der Film bei den folgenden Auszeichnungen berücksichtigt:
- 2003: Nominierung für den British Comedy Award in der Kategorie „Best Comedy Film“
- 2003: Nominierung für den Audience Award in der Kategorie „Best Actor“ (Rowan Atkinson)
- 2004: Nominierung für den Empire Award in der Kategorie „Best British Film“